# Henk Vogels
Pour les articles homonymes, voir Vogels.
Henk Vogels, né le 31 juillet 1973 à Perth, est un coureur cycliste australien. Passé professionnel en 1995 dans l'équipe Novell, il a notamment été champion d'Australie sur route en 1999. Il a pris sa retraite à la fin de la saison 2008.

## Palmarès sur route

### Palmarès amateur
- 1991
  - Trois Jours d'Axel :
    - Classement général
    - 1re étape

  - Ledegem-Kemmel-Ledegem
  - 7e du championnat du monde sur route juniors
- 1992
  - 4e et 7e étapes de la Commonwealth Bank Classic
- 1994
  -  Médaillé d'or du contre-la-montre par équipes aux Jeux du Commonwealth (avec Brett Dennis, Phil Anderson et Damian McDonald)
  - 1re étape de la Commonwealth Bank Classic
  - 3e étape du Rapport Toer
  - Classement général de l'Olympia's Tour

### Palmarès professionnel
- 1995
  - 14e étape du Herald Sun Tour
  - Great Southern Classic :
    - Classement général
    - 3e et 5e étapes

  - 2e du Stadsprijs Geraardsbergen
  - 3e du Herald Sun Tour
- 1996
  - 9e étape du Herald Sun Tour
  - 6e étape du Tour de l'Avenir
  - 2e étape de Vienne-Rabenstein-Gresten-Vienne
  - 3e du Herald Sun Tour
- 1997
  - Duo normand (avec Cyril Bos)
  - 2e du Grand Prix de Denain
  - 3e de Paris-Tours
  - 6e de Gand-Wevelgem
  - 10e de Paris-Roubaix
- 1998
  - 7e de Gand-Wevelgem
  - 10e de Paris-Roubaix
- 1999
  -  Champion d'Australie sur route
- 2000
  - 1re étape du Tour de La Rioja
  - Clásica de Alcobendas
  - 2e étape du Tour des Asturies
  - First Union USPRO Championships
  - Fitchburg Longsjo Classic :
    - Classement général
    - 2e étape

  - 1re étape du Herald Sun Tour
  - 2e de la Coupe Sels
  - 2e de la Wilmington Classic
- 2001
  - Tour de Beauce :
    - Classement général
    - 3e étape

  - 7e et 11e étape du Herald Sun Tour
- 2002
  - USPRO Criterium Championship
  - Historic Roswell Criterium
  - 1re et 4e étapes de la Cascade Cycling Classic
  - 6ea étape du Tour de Beauce
  - 12e étape du Herald Sun Tour
  - 2e de la Sea Otter Classic
  - 2e du Grand Prix de San Francisco
- 2003
  - 1re étape du Tour de Géorgie
  - 2e de la Route Adélie
  - 2e de Gand-Wevelgem
- 2006
  - 3e du championnat d'Australie sur route
- 2007
  - 3e étape de la Central Valley Classic
- 2008
  - 4e étape du Tour of the Gila
  - 4e étape de la Gateway Cup

### Résultats sur les grands tours

#### Tour de France
2 participations
- 1997 : 99e
- 1999 : 121e

#### Tour d'Italie
2 participations
- 2005 : 136e
- 2006 : 145e

### Tour d'Espagne
2 participations
- 1995 : 114e
- 1998 : abandon

## Palmarès sur piste

### Championnats du monde juniors
- 1991
  -  Médaillé de bronze de la poursuite par équipes juniors

## Distinctions
- Sir Hubert Opperman Trophy - cycliste australien de l'année en 1997[1]
- Cycliste sur route australien de l'année en 1997[2]